# Tartan (Oberflächenbelag)

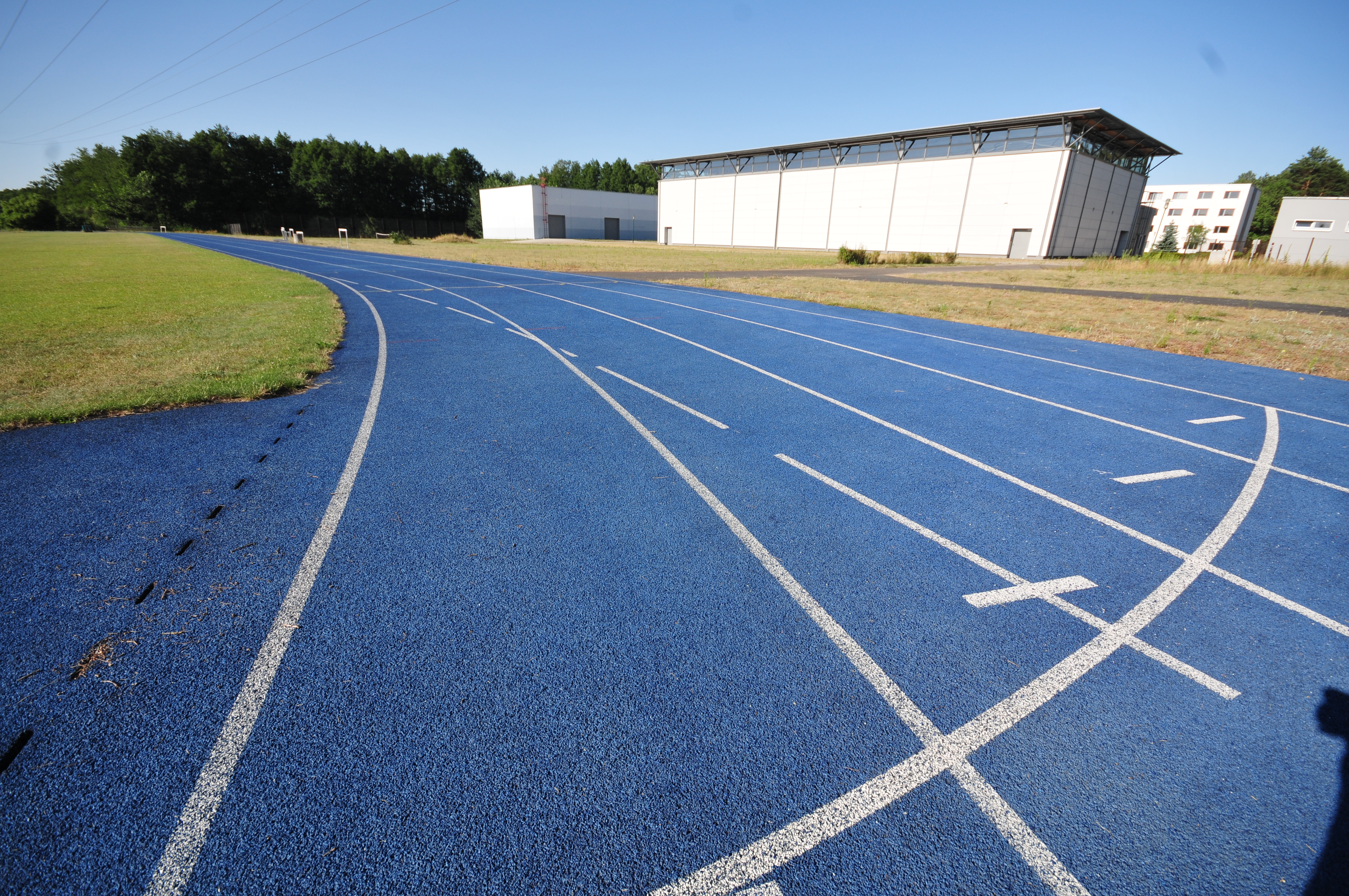
Blauer Tartan im Bundesleistungszentrum Kienbaum

Tartan, ursprünglich ein Markenname des Unternehmens 3M, ist ein Kunststoff, der als Bodenbelag z. B. für Kunststoffbahnen verwendet wird.  Er wird flüssig in einer Dicke von etwa zwölf Millimetern auf einer festen Unterlage (Beton oder Asphalt) aufgebracht und ist sowohl elastisch als auch wetter- und alterungsbeständig.
Ältere Beläge enthalten das giftige Schwermetall Quecksilber in Konzentrationen von einigen Hundert ppm (mg pro kg) und müssen deshalb als Sondermüll entsorgt werden.

## Verwendung
Der Belag findet hauptsächlich bei Leichtathletikbahnen Anwendung. Es gibt aber auch Sportplätze, die mit diesem Belag belegt sind.